# Trichilia monadelpha
Trichilia monadelpha là một loài thực vật có hoa trong họ Meliaceae. Loài này được (Thonn.) J.J.de Wilde miêu tả khoa học đầu tiên năm 1966.